# فورستنشتاین
فورستنشتاین (به آلمانی: Fürstenstein) یک شهر در آلمان است که در بایرن واقع شده‌است.

## خصوصیات
فورستنشتاین ۱۹٫۳۰ کیلومترمربع مساحت دارد ۵۷۷ متر بالاتر از سطح دریا واقع شده‌است.